# Max Holzer
Max Holzer (* 2. Januar 2002 in Hannover) ist ein deutscher Mixed-Martial-Arts-Kämpfer (MMA), der im Federgewicht antritt. Er ist ungeschlagen mit einer professionellen Kampfbilanz von 11 Siegen und keiner Niederlage. Holzer kämpft derzeit für die Organisation Oktagon MMA und zählt dort zu den Top-5-Kämpfern seiner Gewichtsklasse.

## Leben
Bevor Max Holzer mit dem Kampfsport begann, war BMX-Fahren sein großes Hobby, dem er in seiner Jugend intensiv nachging.
Holzer gab sein professionelles MMA-Debüt im Februar 2020 bei der Organisation We Love MMA, wo er Krischan Böhmert in der ersten Runde mittels Side Choke besiegte. Seitdem ist er ungeschlagen und hat eine Siegesserie von elf Kämpfen aufgebaut. Besonders auffällig ist dabei seine hohe Finish-Rate: Sieben seiner elf Siege erzielte er durch Submission. Sein Kampfstil ist stark vom Grappling geprägt, wobei er insbesondere durch technische Aufgabegriffe hervorsticht. Holzer gilt aufgrund seiner Dominanz am Boden und seiner strategischen Kampfführung als eines der aufstrebenden Talente in der europäischen MMA-Szene.
Neben seinen sportlichen Erfolgen fällt er durch ein exzentrisches und provokantes Auftreten auf, das regelmäßig öffentliche Aufmerksamkeit erzeugt. Sein Verhalten außerhalb des Käfigs wird von Beobachtern teils als gezielte Inszenierung zur Selbstvermarktung, teils als Ausdruck einer unkonventionellen Persönlichkeit gewertet. Diese Außendarstellung sorgt sowohl für Bewunderung als auch für Kritik und prägt maßgeblich sein öffentliches Image.
So kam es nach seinem Sieg bei der Veranstaltung Oktagon 69 in Dortmund zu einem Zwischenfall zwischen Max Holzer und seinem Gegner Deniz Ilbay. Holzer provozierte Ilbay nach dessen Aufgabe mit einer obszönen Geste, worauf dieser aggressiv reagierte und es zu einer Auseinandersetzung mit vielen Beteiligten kam. Infolge des Vorfalls wurde Holzer mit Personenschutz in sein Hotel gebracht.

## MMA-Statistik

### Liste der Profikämpfe
| Ergebnis | Rekord | Gegner                  | Datum              | Veranstaltung                  | Methode                    | Runde | Zeit |
| -------- | ------ | ----------------------- | ------------------ | ------------------------------ | -------------------------- | ----- | ---- |
| Sieg     | 1-0    | Krischan Böhmert        | 29. Februar 2020   | We Love MMA                    | Aufgabe (Side Choke)       | 1     | 3:08 |
| Sieg     | 2-0    | Dimitrij Isaak          | 26. September 2020 | Respect Fighting Championship  | TKO (Schläge)              | 1     | -    |
| Sieg     | 3-0    | Zobaid Nasery           | 22. Mai 2021       | German MMA Championship        | Aufgabe (Rear-Naked Choke) | 2     | -    |
| Sieg     | 4-0    | Alexander Luster        | 30. Oktober 2021   | National Fighting Championship | Decision (Split)           | 3     | 5:00 |
| Sieg     | 5-0    | Ahad Sardari            | 2. April 2022      | National Fighting Championship | Aufgabe (Brabo Choke)      | 3     | 1:23 |
| Sieg     | 6-0    | Mohammed Walid          | 25. März 2023      | German MMA Championship        | Aufgabe (Rear-Naked Choke) | 2     | 3:47 |
| Sieg     | 7-0    | Corey Fry               | 27. Januar 2024    | Oktagon MMA                    | Aufgabe (Rear-Naked Choke) | 2     | 2:12 |
| Sieg     | 8-0    | Eemil Kurhela           | 4. Mai 2024        | Oktagon MMA                    | Aufgabe (Rear-Naked Choke) | 2     | 1:53 |
| Sieg     | 9-0    | Mohammed Sadok Trabelsi | 12. Oktober 2024   | Oktagon MMA                    | TKO (Schläge)              | 3     | 3:23 |
| Sieg     | 10-0   | Eugen Black-Dell        | 7. Dezember 2024   | Oktagon MMA                    | Decision (Unanimous)       | 3     | 5:00 |
| Sieg     | 11-0   | Deniz Ilbay             | 5. April 2025      | Oktagon MMA                    | Aufgabe (Rear-Naked Choke) | 4     | 4:14 |